# Wilov
Wilov est une entreprise française spécialisée dans l'assurance automobile à l'usage, pionnière à l'échelle mondiale de la facturation « Pay When You Drive ». Fondée en août 2016 par Pierre Stanislas, Anne-Claude Pont et Philippe Breuils, Wilov est enregistrée auprès de l’ORIAS et supervisée par l’ACPR.

## Activité
Wilov est un courtier en assurance automobile. Elle propose une assurance automobile facturée en fonction du nombre de jours d'utilisation de la voiture, et dont la souscription se fait en visioconférence sur le smartphone du client. La comptabilisation de l'usage de la voiture est effectuée automatiquement à l'aide d'un badge bluetooth basse consommation autonome à placer sur le tableau de bord du véhicule, et de l'application Wilov.  

## Histoire
En janvier 2017, Wilov obtient son enregistrement en tant que courtier en assurance auprès de l'Organisme pour le registre unique des intermédiaires en assurance, banque et finance (ORIAS), immatriculée sous le numéro 16-006-200.
Après une levée de fonds de 600 000€ auprès de Business angels privés, Wilov lance son produit d'assurance auto à l'usage en février 2017.
En mars 2019, Wilov annonce étendre son offre d'assurance automobile à l'usage aux jeunes conducteurs.
En avril 2019, Wilov lève 3,2M€ auprès du Crédit Mutuel Arkéa, Allianz et de ses Business angels historiques, pour étendre son offre d'assurance. Elle annonce par la même occasion être la première assurance au monde à avoir reçu le label coup de cœur d'Apple.

## Distinctions
- Argus d'Or de l'assurance : 1er prix de l'open innovation, 1er prix spécial HEC alumni[9] (2017).
- Insurtech de l'année à l'Insurtech Business Week[10] (2017).
- Sélection Challenges «  100 startups où investir »[11] (2018).
- Top 30 des startups de Station F[12],[13] (2019).
- Coup de cœur Apple et élue app « Crème de la crème »[14] (2019).